# Unterkoskau
Unterkoskau ist ein Ortsteil der Stadt Tanna im Saale-Orla-Kreis in Thüringen.

## Geografie, Geologie und Verkehr

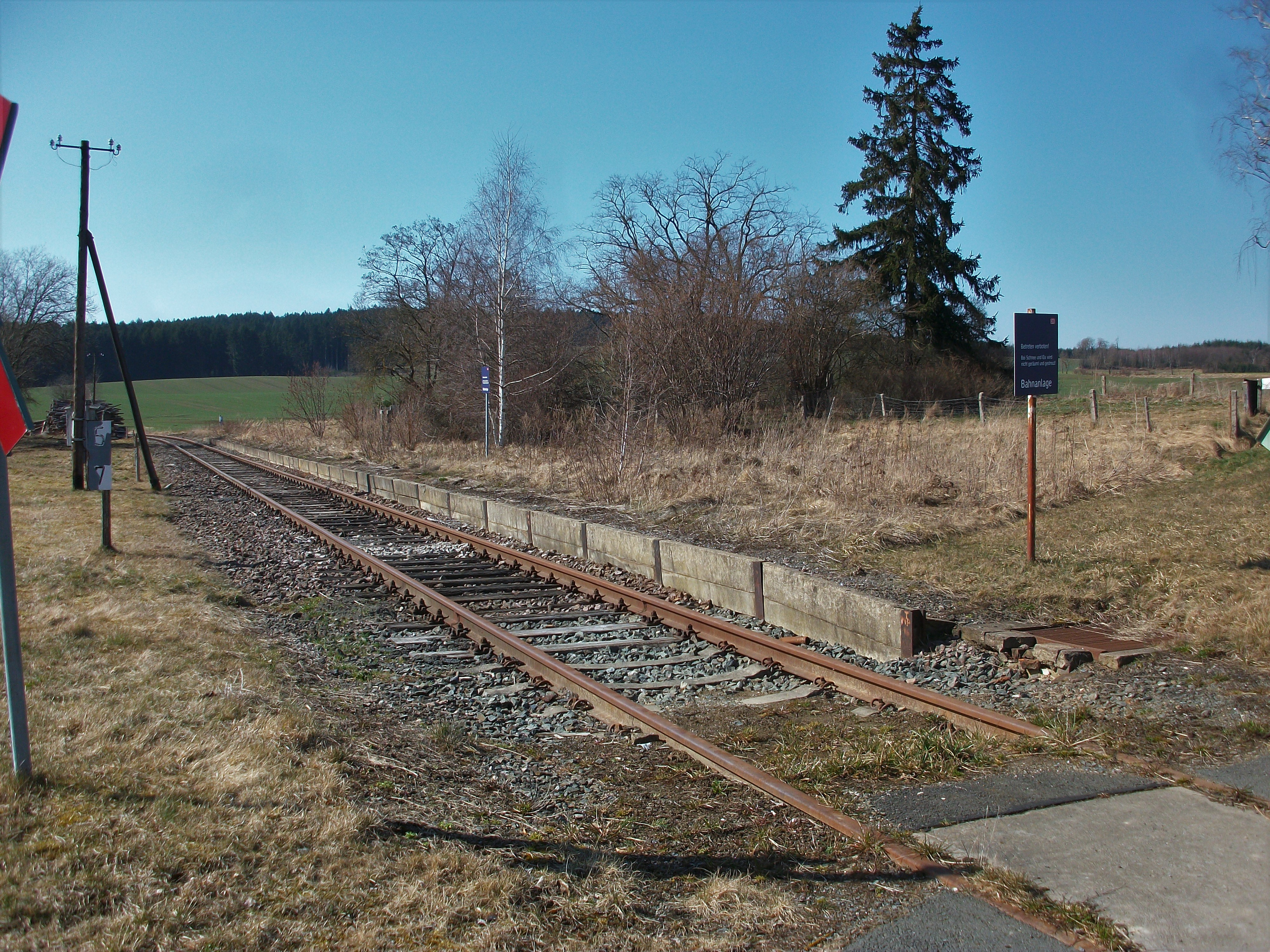
Ehemaliger Haltepunkt Unterkoskau (2022)

4 km östlich von Tanna an dem Flüsschen Wisenta in der Nähe der sächsischen und bayerischen Grenze liegt Unterkoskau mit dem 2 km südlich liegenden eingemeindeten Dorf Oberkoskau. Die Gemarkungen beider Dörfer gehören zum Südostthüringer Schiefergebirge. Diese Standorte haben einen hohen Feinerdeanteil und Humusgehalt und sind sehr fruchtbar, besonders unter den bestehenden Klimabedingungen.
Über die Bundesstraße 2 und 282 und die L 1089 haben die Koskauer zu der Bundesautobahn 9 und 173 eine gute Verkehrsanbindung.
Ferner liegt Unterkoskau an der Bahnstrecke Schönberg–Hirschberg. Dort verkehren jedoch keine Personenzüge mehr.
Nachbarorte sind westlich die Stadt Tanna, südlich Willersdorf, östlich Stelzen und nördlich das sächsische Kornbach.

## Geschichte
Unterkoskau war eine sorbische Ansiedlung. Die urkundliche Ersterwähnung von Koskode stammt vom 14. August 1325. Unterkoskau hat 300 Einwohner und ist landwirtschaftlich geprägt.
Die Kirche wurde 1606 nach einem Brand wieder aufgebaut.
Am 1. Januar 1997 wurden Unterkoskau und Oberkoskau nach Tanna eingemeindet.